# Belanovica
Belanovica (srbsky Белановица) je městys (srbsky varošica) v západní části Srbska, administrativně spadající pod opštinu Ljig v Kolubarském okruhu. Vesnice se nachází východně od města Ljig, v údolí říčky Kačer, přítoku Ljigu. V roce 2011 zde žilo 199 obyvatel,
Z národnostního hlediska je obyvatelstvo v drtivé většině srbské národnosti. Místní obyvatelé jsou do velké míry potomci dosídlenců z oblasti Hercegoviny.
V obci se nachází pravoslavný kostel Přesvaté Bohorodice, fotbalový stadion a hřbitov. Stojí zde také budova budova staré školy z roku 1864. Statut městyse má od roku 1904. Prochází tudy také silnice regionálního významu do města Aranđelovac.